# Balsamvinäger

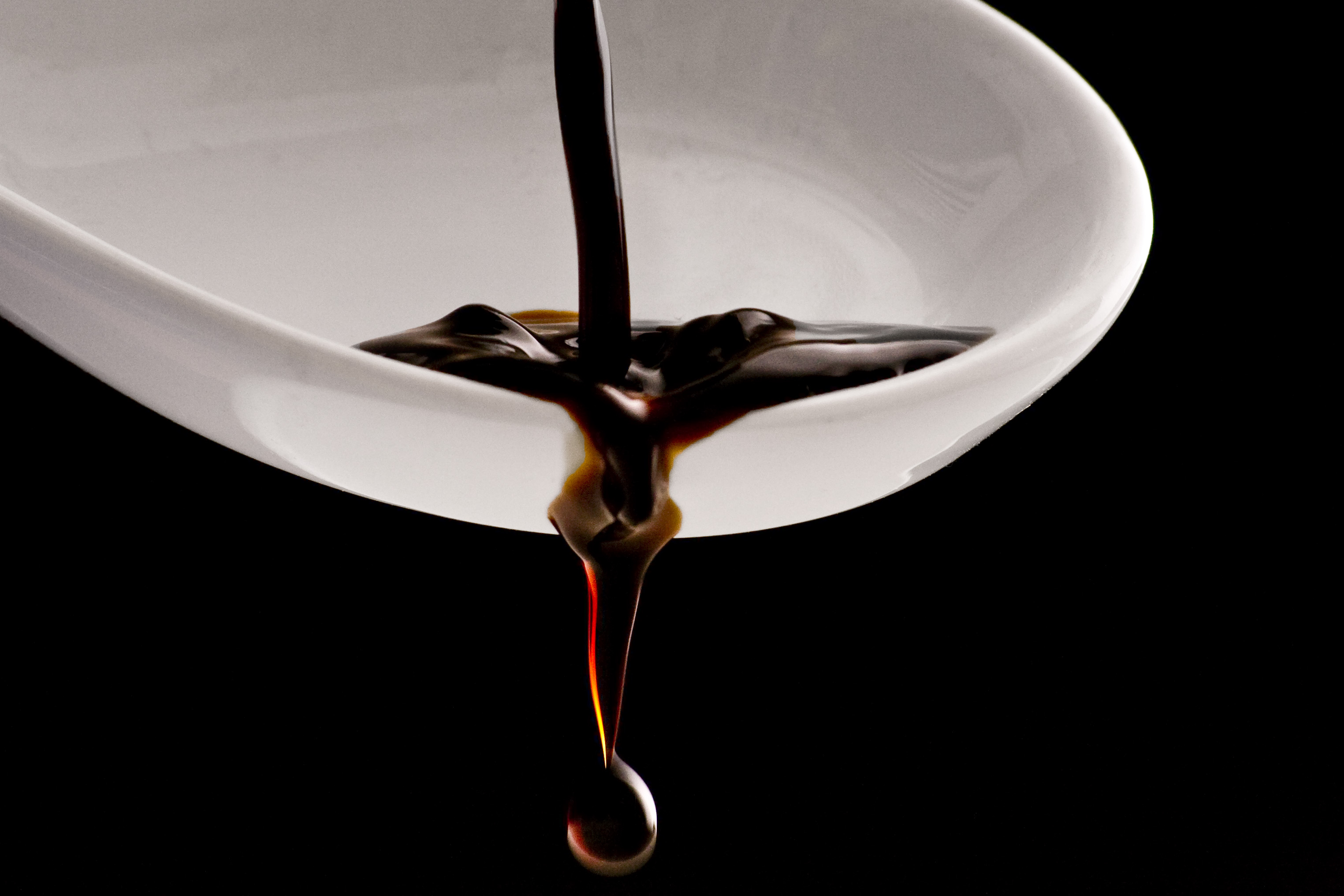
Balsamvinäger.

Balsamvinäger är vinäger med historiskt ursprung kring den italienska staden Modena och kan delas in i tre olika kategorier, Aceto Balsamico Tradizionale DOP, Aceto Balsamico di Modena IGP och balsamvinäger eller balsamico.
Aceto Balsamico Tradizionale DOP tillverkas antingen i Modena eller Reggio Emilia och får endast innehålla druvmust som kokas i en omständlig process och där jäsningen sker långsamt i fat av trä. Aceto Balsamico di Modena IGP kan även den tillverkas antingen i Modena eller Reggio Emilia men har en något enklare tillverkningsprocess där druvmusten blandas med vinäger. Produkter som endast är märkta med balsamvinäger eller balsamico har inget lagligt skydd och kan därför tillverkas var som helst och består vanligtvis enbart av vanlig vinäger och färgämne.

## Historia
Balsamvinäger har sitt ursprung bland de gamla romarna som kokade druvmust för att använda det som både medicin och i matlagning. På 1000-talet börjar denna vinäger uppkomma i trakten kring Modena i norra Italien men det är först år 1747 som ordet balsamico (balsam) används. Under 1800-talet förekommer Aceto Balsamico di Modena på olika utställningar i Europa och det är under denna tiden som tillverkningsprocessen börjar struktureras. Under 1900-talet förekom det att vanlig vinäger benämndes balsamvinäger eller balsamico. 1993 beslutade därför ett antal lokala producenter sig för att försöka stärka skyddet för benämningen Aceto Balsamico di Modena och konsortiet Consorzio Tutela Aceto Balsamico di Modena bildas.
2000 blev beteckningarna Aceto Balsamico Tradizionale di Modena och Aceto Balsamico Tradizionale di Reggio Emilia upptagna på EU:s lista över produkter med skyddad ursprungsbeteckning och därmed blev dessa båda produkter godkända av den italienska jordbruksmyndigheten att använda den italienska beteckningen DOP (Denominazione di Origine Protetta, ungefär Produktnamn med skyddat ursprung).
2009 erhöll sedan produkten Aceto Balsamico di Modena beteckningen skyddad geografisk beteckning, på italienska Indicazione Geografica Protetta – IGP och 2014 fick konsortiet Consorzio Tutela Aceto Balsamico di Modena det officiella uppdraget från den italienska jordbruksmyndigheten att bevaka och beskydda den skyddade geografiska ursprungsbeteckningen.

## Aceto Balsamico Tradizionale DOP
Aceto Balsamico Tradizionale di Modena DOP och Aceto Balsamico Tradizionale di Reggio Emilia DOP tillverkas, med vissa små variationer, båda efter samma traditionella metod där druvmust först kokas långsamt för att reduceras och därefter jäser. Inga tillsatser får ske. Först sker en alkoholjäsning och därefter tar vinägerjäsning vid under lagringen som sker på träfat under minst 12 år. Faten fylls endast till ungefär 2/3 av sin volym för att tillåta att vinägern kommer i kontakt med luft vilket också gör att vinägern avdunstar och blir allt mer koncentrerad. Under lagringen sker en successiv omtappning på fat med fallande volym och av olika träslag (mullbär, bergek, körsbär, kastanj, en och ask). De druvor som får användas ska vara odlade i provinsen Modena respektive provinsen Reggio Emila och ska bestå av minst en av följande druvsorter:
- Lambrusco (alla olika sorter och kloner)
- Ancellotta
- Trebbiano (alla olika sorter och kloner)
- Sauvignon
- Sgavetta
- Berzemino
- Occhio di Gatta

Efter 12 års lagring görs en kvalitetskontroll där experter gör en bedömning av färg, smak, arom, densitet och surhet. För Aceto Balsamico Tradizionale di Reggio Emilia DOP anges utifrån denna bedömning sedan två olika kvaliteter där  flaskorna märks med antingen en rödfärgad eller silverfärgad etikett. Både Aceto Balsamico Tradizionale di Modena DOP och Aceto Balsamico Tradizionale di Reggio Emilia DOP som lagrats mer än 25 år får kallas ”Extra Vecchio” och Aceto Balsamico Tradizionale di Reggio Emilia DOP får då en guldfärgad etikett. I övrigt är det inte tillåtet att ange några kvalitetsord så som ”extra”, ”riserva”, ”superiore”, ”classico” eller liknande. Det är inte heller tillåtet att på något vis ange en årgång. När vinäger bedöms som färdiglagrad tappas den på speciella flaskor. För Aceto Balsamico Tradizionale di Modena DOP är flaskan tillverkad i klart glas, sfärisk till formen och med fyrkantig botten i tre olika volymer (100, 200 eller 400 ml). För Aceto Balsamico Tradizionale di Reggio Emilia DOP är flaskan tillverkad i klart glas och formad som en omvänd tulpan i tre olika volymer (50, 100 eller 250 ml). Aceto Balsamico Tradizionale får endast tappas på flaska inom respektive provins geografiska område och varje flaska sigilleras med ett unikt löpnummer.

## Aceto Balsamico di Modena IGP
Trots vad namnet anger får Aceto Balsamico di Modena IGP tillverkas i både provinsen Modena och i provinsen Reggio Emilia. Produktion och lagring måste ske i någon av dessa provinser men den färdiga produkten kan sedan tappas på flaska på andra ställen. Aceto Balsamico di Modena IGP tillverkas av druvmust från någon av druvorna Lambrusco, Sangiovese, Trebbiano, Albana, Ancellotta, Fortana eller Montuni. Till druvmusten tillsätts sedan minst 10% vinäger. Andelen druvmust måste vara minst 20% och det är även tillåtet att tillsätta högst 2% sockerkulör. När vinägerjäsningen har kommit igång ska produkten lagras minst 60 dagar på träfat, vanligen av bergek, kastanj, ek, mullbär eller en. Efter den inledande lagringen görs en kvalitetskontroll för att se om produkten lever upp till kvaliteten för att få kallas Aceto Balsamico di Modena. Om vinägern därefter lagras i ytterligare minst tre år får produkten klassificeras som ”invecchiato” (åldrad). I övrigt är det inte tillåtet att ange några kvalitetsord så som ”extra”, ”riserva”, ”superiore”, ”classico” eller liknande. Den färdiga produkten tappas på behållare i glas, trä, keramik eller terrakotta med volymerna 250 ml, 500 ml, 750 ml, 1 l, 2 l, 3 l eller 5 l. Engångsförpackningar i plast eller kompositmaterial på maximal 25 ml är också tillåtna.

## Balsamvinäger och balsamico
Varken ordet balsamvinäger eller ordet balsamico är namnskyddat på något vis utan produkter med dessa ord i sitt namn kan innehålla i stort sett vad som helst så länge innehållet anges på förpackningen enligt gällande lagstiftning. Att kalla dessa produkter oäkta eller falska är därmed inte korrekt förutsatt att de inte utger sig för att vara antingen Aceto Balsamico Tradizionale di Modena eller  Aceto Balsamico di Modena eller på något annat vis anger ordet ”äkta”.